# Elliot Richardson
Elliot Lee Richardson, född 20 juli 1920 i Boston, Massachusetts, död 31 december 1999 i Boston, Massachusetts, var en amerikansk ämbetsman och republikansk politiker.
Före andra världskriget studerade Richardson vid Harvard University. I kriget deltog han bland annat i invasionen vid Normandie. Purple Heart var en av utmärkelserna som han fick för insatsen i kriget. Efter kriget avlade han sin juridikexamen vid Harvard Law School och var redaktör på Harvard Law Review. Han var viceguvernör i delstaten Massachusetts 1965–1967.
Under 1970-talet innehade Richardson fyra olika kabinettpositioner. Först var han hälso- och utbildningsminister 1970–1973. Den 30 januari 1973 blev han USA:s försvarsminister för att bara fyra månader senare bli justitieminister. Under Watergateskandalen avgick justitieminister Richard Kleindienst och Richardson ersatte honom. Den 20 oktober 1973 beordrade president Richard Nixon justitieminister Richardson att avsätta Watergateåklagaren Archibald Cox. Richardson vägrade och avgick från regeringen. Även biträdande justitieministern William Ruckelshaus vägrade att avskeda Cox och avgick. Nixon själv avgick 1974 och Richardson tjänstgjorde under Gerald Ford som ambassadör i Storbritannien 1975–1976 och som handelsminister 1976–1977.
Elliot Richardson avled i sviterna av en hjärnblödning den 31 december 1999 bara några timmar före det nya årtusendets början.